# Чернавка (Панінський район)
Чернавка (рос. Чернавка) — село у Панінському районі Воронезької області Російської Федерації.
Населення становить 563 особи. Входить до складу муніципального утворення Чернавське сільське поселення.

## Історія
Населений пункт розташований у історичному регіоні Чорнозем'я. Від 1928 року належить до Панінського району, спочатку в складі Центрально-Чорноземної області, а від 1934 року — Воронезької області.
Згідно із законом від 15 жовтня 2004 року входить до складу муніципального утворення Чернавське сільське поселення.

## Населення
| 1859 | 1900  | 2000 | 2005 | 2007 | 2010 | 2012 |
| ---- | ----- | ---- | ---- | ---- | ---- | ---- |
| 650  | ↗1010 | ↘770 | ↘661 | ↗680 | ↘616 | ↘592 |
| 2013 | 2014  | 2015 |      |      |      |      |
| ↘580 | ↘570  | ↘563 |      |      |      |      |